# San Nicolás Tolentino
San Nicolás Tolentino é um município do estado de San Luis Potosí, no México.